# Waking the Fallen
Waking the Fallen är det amerikanska metalbandet Avenged Sevenfolds andra fullängdsalbum. Det släpptes 26 augusti 2003. Det var med detta album som bandet började få mycket uppmärksamhet.[källa behövs]

## Låtlista
1. Waking the Fallen - 1:42
2. Unholy Confessions - 4:43
3. Chapter Four - 5:42
4. Remissions - 6:06
5. Desecrate Through Reverence - 5:38
6. Eternal Rest - 5:12
7. Second Heartbeat - 7:00
8. Radiant Eclipse - 6:09
9. I Won't See You Tonight Pt. 1 - 8:58
10. I Won't See You Tonight Pt. 2 - 4:44
11. Clairvoyant Disease - 4:59
12. And All Things Will End - 7:40